# Ağcakənd
Ağcakənd est un village d'Azerbaïdjan situé dans le raion de Khojavend.
Le village fut jusqu'en 2020, une communauté rurale de la région de Hadrout, au Haut-Karabagh, sous le nom de Khandzadzor (en arménien : Խանձաձոր). La population s'élevait à 137 habitants en 2005.
Il est situé à 35 km au sud de Stepanakert.

## Histoire
Faisant partie de l'oblast autonome du Haut-Karabagh à l'époque soviétique, le village passe sous contrôle arménien pendant la première guerre du Haut-Karabakh le 29 août 1993 et est administré dans le cadre de la région de Hadrout de la République d'Artsakh. Le 20 octobre 2020, le village est repris par l'Azerbaïdjan au cours de la deuxième guerre du Haut-Karabagh.